# 北美男人男童戀愛協會
北美男人男童戀愛協會（英語：North American Man/Boy Love Association）是美國一個以「促使禁止男人與男孩間發生性關係的法律自由化」為宗旨的組織。主要據點是美國舊金山與紐約。NAMBLA還呼籲議會立法或修法使兒童能在「不受性騷擾與性剝削的前提下擁有性的權利」，該組織宣稱自己「沒有任何事或人是違法的」、「不支持或鼓勵任何想要轉介援交的人士」。
NAMBLA每個月會在全美各地舉行例會，每年在紐約還會舉行一次全國大會。據1980年代初的報導稱，該組織有超過三百名成員，其中甚至有知名人士如詩人艾倫·金斯堡與作家塞謬爾·迪蘭尼為其立場辨解。在這之後NAMBLA的組織規模一直都是秘密，但根據一份聯邦調查局的秘密調查檔案顯示，該會在1990年代中期時已有1,100人的規模。最後在1995年時，NAMBLA因受到美國輿論的強烈批判與執法部門的掃蕩而瓦解。現在該組織的全國總部只在舊金山留下幾個極少回應的聯絡信箱。

## 宗旨
NAMBLA自稱是一個「溝通不同年齡階層的橋樑」的組織，其標語為：「人人都有性自主的權利。」（英語：Sexual freedom for all.）而NAMBLA其中一項訴求為：「反對相關的法律定義成年者與未成年人（特別是少年）間的性愛為非法。」根據1980年一份NAMBLA大會的決議內容：「NAMBLA呼籲廢除性行為年齡法令，尤其是那些禁止成年男性可以自由與少年性愛的法律。」、「我們要求釋放因這些法令而在押的男性與少年。」這份文件直到1996年NAMBLA的官方宣言中仍然存在。
根據該組織主席羅伊·拉多（英語：Roy Radow）表示，NAMBLA一直以來都堅持反對體罰、強姦或綁架的立場，而任何宣揚性剝削者都會被逐出該組織。

## 歷史
NAMBLA在1970年代不安而紛亂的政治氛圍中創立，特別是在1969年紐約石牆騷亂爆發後，同性戀解放運動的興起使得同性戀權益受到進一步的檢視與關注。但儘管未成年性行為曾作為議題被討論，但同性戀社群的目光仍聚焦在警察的執法過當、反歧視、同性戀者的就業與其衛生保健等議題。
直到1977年底，多倫多警方突襲刊載作家杰拉爾德·漢（Gerald Hannon）文章〈男人愛男孩，男孩愛男人（页面存档备份，存于）〉（Men Loving Boys Loving Men）的同性戀社群報紙《政治實體》（The Body Politic）後，相關議題才搏得足夠的關注，並促成NAMBLA的成立。

### NAMBLA的創立
1977年12月，警方突擊搜索一棟位在波士頓郊外的里維爾市的房子，並逮捕24名男性。他們被控以100項重罪罪名，包括性侵多名年齡介於八至十五歲的男童。薩福克縣檢察官加勒特·伯恩（Garrett Byrne）發現這些男子涉嫌使用藥物與電視遊樂器引誘男童到一棟屋子裡進行性行為並拍下男童的性愛照片。其中兩名被逮捕的嫌犯表示，這次逮捕只是冰山一角。此語隨即引起媒體的關注，當地報紙甚至刊出了被告的照片與個人檔案。
同性戀報紙《男同志報》〈Fag Rag〉的編輯認為逮捕是出於政治動機，他們和其他人在波士頓的同性戀社區目睹了檢察官的搜捕行動，確信這是「反同性戀的政治迫害」。同年12月9日，他們組織波士頓－波夕委員會，以作為和1950年代波夕市的相似事件的連結。該組織發起贊助被告的活動，並散發傳單告知大眾事件的詳細始末。在這之後薩福克縣檢察官加勒特·伯恩競選連任失利，案件開始對被告有利，最後所有的指控都被撤銷，僅少數幾名被告被判處緩刑。
1978年12月2日，波士頓－波夕委員會召開「少年愛好與性行為年齡研討大會」，吸引將近150人參與。在會議結束時，約30名成年男性與少年決定成立一個少年愛好組織，即北美男人男童戀愛協會（The North American Man/Boy Love Association），簡稱NAMBLA。

### 反對
反的聲浪在數月後自同性戀社群內部浮現。在1979年時，第一個大型的同性戀權利遊行在華府舉行。在NAMBLA主導的籌備會議上，遊行以「要求同性戀青少年擁有充份的權利，以及修改性行為下限年齡的法律」作為主要訴求。但是在第一次全國同志社群代表大會上，一個女同性戀團體要求修改其訴求，否則將抵制遊行。因此訴求最後被改為「保護男女同性戀少年與少女不被任何法律在學校、家庭或職場上遭到歧視與壓迫」。
1980年時，一個名為「女同志核心力量——蕾絲邊與同志驕傲遊行委員會」的團體宣布抵制一年一度的紐約同性戀驕傲遊行，因為他們發現這次遊行依然由NAMBLA所籌劃與主導。隔年，一群女同性戀者以威脅將告知校方為要挾，促使康乃爾大學同性戀研究社撤銷在每年五月的同性戀節時邀請NAMBLA創辦人到校演講的決定。在之後的幾年，同性戀權利團體不斷試著阻止NAMBLA參與同性戀驕傲遊行。
NAMBLA很快發現到自己面臨被排擠與孤立的窘境。同性戀權利組織因背上虐待兒童等指責而放棄原本更寬容的訴求，改為和主流社會站在同一陣線。現在，同性戀權益組織與NAMBLA完全劃清界限，並表示不認同其目標，也不贊成其參加同性戀驕傲遊行，使NAMBLA等訴求較邊緣化的團體逐漸消失。

### 國際男女同性戀聯合會中的爭議
國際男女同性戀聯合會（ILGA）在1983年時接納NAMBLA為其會員，但之後不斷有內部的反彈聲浪要求ILGA與NAMBLA劃清界限。尤其因為ILGA在聯合國取得諮詢地位，連帶使得NAMBLA也擁有此諮詢地位。隨後共和黨參議員傑西·赫爾姆斯提出法案將凍結聯邦年度預算中的聯合國會費部份，直到美國總統柯林頓可以證明沒有任何聯合國組織「給予官方地位或許可那些鼓動、縱容或謀求戀童行為與虐待兒童的合法化的組織」為止。該法案被美國國會通過，並於1994年公布施行。
在這之後ILGA進行內部投票，以214－30票驅逐NAMBLA和另外兩個與之相關的團體（MARTIJN與Project Truth）。它們被認為是支持與促進戀童癖的非法組織。儘管ILGA驅逐了NAMBLA，但聯合國仍然決定撤銷ILGA在聯合國的諮詢地位，直到2006年時ILGA才得以重回聯合國。
同性戀權益團體在內部投票後表示：
|  | NAMBLA不是一個同性戀組織……他們不屬於我們的社會。我們徹底拒絕他們的企圖：影射戀童癖是一個涉及同性戀者的公民權利問題。 |

而NAMBLA隨後發表聲明反駁：
|  | 少年愛是同性戀的一個部份，而少年愛好者則是同志運動中從未缺席的一個環節。同性戀者否認被少年吸引『不是同性戀』和異性戀者宣稱被少女吸引『不是異性戀』一樣滑稽可笑。 |

### 1990年代後
同性戀反詆毀聯盟（GLAAD）通過譴責NAMBLA的決議，表示：「GLAAD無法認同NAMBLA的主張，例如去除為了保護少年少女而設的禁止成年人與未成年者發生性行為的法令。這些目標構成了虐待兒童的事實，我們對此表達強烈譴責。」而全國男女同性戀者工作團隊（NGLTF）也在董事會上譴責NAMBLA：「我們譴責一切企圖虐待未成年者的成年者的訴求，包括性暴力和任何其他因素。因此，NGLTF譴責NAMBLA的組織目標，以及任何性質相似的組織。」
2000年時的柯利訴NAMBLA案提供進一步關於NAMBLA的組織與其架構。法庭文件還揭示一份關於NAMBLA的名單：
|  | Gayme雜誌是NAMBLA自1990年代開始出版的刊物，並和此猥褻訴訟有關。其中哈基姆·貝（Hakim Bey）是其主要領導者。 法官發現David Thorstad，Dennis Bejin、Joe Power、David Miller、Peter Melzer、Arnold Schoen、Dennis Mintun、Chris Farrell、Tim Bloomquist、Tecumseh Brown, Gary Hann, Peter Reed、Robert Schwartz、Walter Bieder、Leyland Stevenson等人是或曾經是NAMBLA的核心成員或擔任其組織的領導職務。 |

#### 柯利訴NAMBLA案
2000年，波士頓羅伯特和芭芭拉·柯利夫婦對NAMBLA提出告訴，其訴狀控訴查爾斯·傑恩斯（Charles Jaynes）與其同夥謀殺柯利夫婦的兒子傑弗里（Jeffrey）：「在大約是1997年10月1日時跟蹤......然後折磨並殺害、分屍他。有可靠的消息指出查爾斯·傑恩斯曾在波士頓公立圖書館中的電腦瀏覽NAMBLA的網頁。......NAMBLA是一個在網路上給予戀童癖者私下交流的管道，並在其網站上公開推廣兒童色情與戀童癖者的活動。」，之後警方則在查爾斯·傑恩斯家中發現八期NAMBLA的刊物，且在日記中寫道，「這是一個轉捩點，發現真正的自己......NAMBLA公告讓我意識並接受我的性取向。」，因而將他逮捕。
該案還引用部份已因性侵男童而被定罪的NAMBLA成員案例，原告律師賴利·弗里索利表示，NAMBLA是一個教導成人誘姦男童的「訓練場」，那些心懷不軌的男人交換彼此的戰略以企圖培養男童成為性奴隸。他還聲稱NAMBLA的網頁上有出版所謂的「強姦與脫逃手冊」，詳細敘述如何達到其目標且不被逮捕。
美國公民自由聯盟（ACLU）則對NAMBLA的言論自由提出辨護，並認為它們只是非營利組織而不是一個營利單位。ACLU麻省主席約翰·萊因斯坦（John Reinstein）則表示，「儘管NAMBLA所鼓吹的事在現在看來是違法的，但他們並沒有在網站上鼓吹或煽動任何非法行為，包括謀殺或強姦在內。」，儘管如此，柯利夫婦依舊對NAMBLA的個別核心成員提出訴訟，包含其創辦人、共同創始人與著名作家在內。據稱被指控謀殺兩人兒子的查爾斯·傑恩斯與其同夥都是NAMBLA的成員之一。
2005年4月，案件在麻塞諸塞州聯邦法院進行審判，NAMBLA獲得ACLU的協助，理由是對NAMBLA的訴訟違反美國憲法第一修正案中關於言論自由的章節。訴訟最後在2008年時被一名法官裁定關鍵證人的證詞不被採信。

### 現況
NAMBLA現在已經衰落。由於現實因素，該團體已不復存在，只剩下幾名維護網頁的愛好者。NAMBLA網站上的地址在紐約，而聯絡電話地址則在舊金山，用以提供NAMBLA刊物的銷售。

## 批評與回應
一些反兒童虐待團體、基督教團體、猶太組織、反戀童癖組織、反性虐待組織與執法機構認為NAMBLA是鼓勵與宣揚對兒童性剝削的邪惡組織。《聖地牙哥聯合論壇報》專欄作家歐尼奧·索托（英語：Onell R. Soto）在2005年2月寫道：「執法人員和精神病醫生表示，雖然NAMBLA的成員人數不多，但該集團有一個能透過網路連結的危險網絡以擁護那些虐待兒童者的行為。」NAMBLA則反駁表示，這些反對言論都建立在對兒童的「性虐待與剝削」上，但該組織「沒有從事任何違法的活動，我們也不鼓勵任何人應該這樣做。」
NAMBLA還駁斥大眾普遍認為成年人與少年發生性行為會對後者帶來傷害的說法，其理由為：「成人和少年的性經驗是否會帶來傷害，應取決於兩者間是否為相互自願。」為了支持此一立場，NAMBLA還引用一份1998年刊載在《心理學公報》上的論文《關於兒童性虐待的後設分析》，並在其網頁上簡要概述論文內容為「一個對少年愛好者而言的好消息」，並聲稱其內容顯示：「平均而言，近70％的男性在研究報告中表示：對少年時期與成年者的性經驗持正面或中立態度。」但一些研究者對這份論文的結果表達懷疑。
幾乎所有同性戀組織都反對NAMBLA的主張，並認為他們會連帶被反NAMBLA的人士一併蔑視。此外他們還拒絕NAMBLA參與同志遊行，認為他們以「保障少年的性自主權」為藉口行性侵男童之實。

## 相關書目
- Cohen, Art. . 2003-03-04.
- Denizet-Lewis. . Boston Magazine. （原始内容存档于2012-03-08）.
- Mitzel, John. . Glad Day Books. 1981.
- Timmons, Stuart. . Alyson Pubns. 1990.

https://web.archive.org/web/20090922211944/http://www.xepisodes.com/southpark/episodes/405/Pip.html

## 外部連結
- NAMBLA官方網站（页面存档备份，存于） （英文）
- 酷兒資料庫中關於NAMBLA的部份（页面存档备份，存于） （英文）
- 同志社會的反應 （英文）
- CNN: Parents of murdered child sue child-sex advocates（页面存档备份，存于） （英文）